# Mars Reconnaissance Orbiter
Il Mars Reconnaissance Orbiter (sigla: MRO) è una sonda spaziale polifunzionale della NASA lanciata il 12 agosto 2005. Il suo obiettivo è l'analisi dettagliata del pianeta Marte allo scopo di individuare un potenziale luogo di atterraggio per future missioni sul pianeta. La sonda è progettata anche per fornire alle future missioni un canale trasmissivo a banda larga tra la Terra e Marte. È progettato per eseguire osservazioni di Marte ad altissima risoluzione. Il veicolo spaziale continua a essere operativo, ben oltre i termini previsti; la NASA intende continuare la missione il più a lungo possibile, almeno fino alla fine degli anni 2020.

## Panoramica

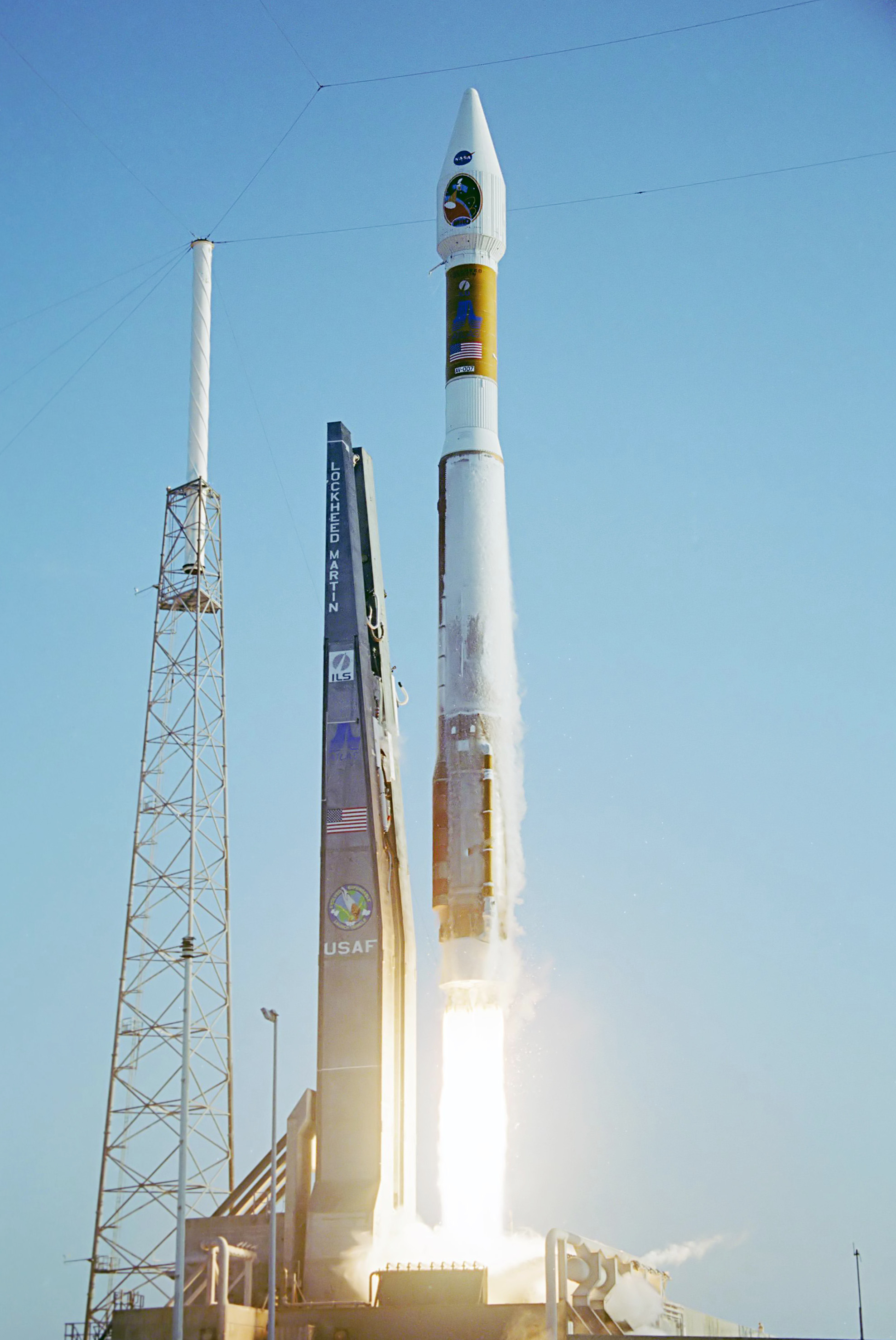
Lancio dell'Atlas V contenente il Mars Reconnaissance Orbiter, 11:43:00 a.m UTC 12 agosto, 2005

MRO ha condotto la propria missione scientifica per due anni, a decorrere dall'aerofrenaggio e dai controlli tecnici che sono stati completati nel novembre 2006. La missione è stata successivamente estesa per rendere il satellite un canale di comunicazione per gli altri esperimenti scientifici.
Il Mars Reconnaissance Orbiter verrà utilizzato dalla NASA per la pianificazione delle future missioni al suolo, che comprendono il Phoenix Mars Lander, che ha raggiunto il pianeta nel 2008 e il Mars Science Laboratory, un rover avanzato che è atterrato sulla superficie del pianeta il 6 agosto 2012. Il MRO è una sonda dotata di strumenti ad alta risoluzione progettati per studiare il miglior punto di atterraggio su Marte. Gli strumenti del MRO consentono alla NASA di scegliere il luogo con i minor rischi e i maggior benefici dal punto di vista scientifico. Gli strumenti verranno utilizzati anche per investigare sul motivo del fallimento della missione Mars Polar Lander e della missione dell'ESA Beagle, nonché del sito di impatto dello Schiaparelli EDM Lander, parte della missione ExoMars dell'Agenzia Spaziale Europea.

## Cronologia del lancio e del viaggio
- Il 30 aprile 2005, la sonda è stata trasportata nel sito di lancio.
- Il 9 agosto 2005 la prima finestra di lancio, quella del 10 agosto, è stata scartata per via di alcuni problemi verificatisi ai giroscopi del vettore Atlas V.
- Il 10 agosto, i problemi dei giroscopi sono stati risolti, il lancio è stato previsto per le 7:50 EST dell'11 agosto.
- L'11 agosto, le condizioni atmosferiche non favorevoli hanno fatto spostare il lancio alle 9:00 EST. Rilevazioni contrastanti trasmesse dai sensori del razzo riguardanti i serbatoi di idrogeno liquido hanno costretto il controllo missione a spostare il lancio per le 7:43 EST del 12 agosto.
- Alle 7:43 EST 12 agosto, MRO è stato lanciato. Non si sono verificate significative anomalie durante il lancio o il dispiegamento della sonda nello spazio. La prima correzione di traiettoria dovrebbe avvenire tra 20 giorni.
- Il 15 agosto, 2005, il MARCI viene testato e calibrato.
- Il Mars Reconnaissance Orbiter ha percorso 100 milioni di chilometri verso Marte il 25 agosto 2005.
- Il 27 agosto viene eseguita la prima manovra di correzione orbitale. I sei motori principali vengono attivati per 15 secondi cambiando la velocità della sonda di 7,8 m/s; in questo momento la velocità relativa al Sole è di 32.856 m/s. Gli stessi motori verranno usati in vicinanza di Marte per l'inserimento in orbita.[3]
- L'8 settembre 2005 MRO completa la calibrazione dello strumento HiRISE e CTX attraverso osservazioni della Luna che al momento dista 10 milioni di chilometri.
- Il 19 novembre 2005 la sonda esegue la seconda correzione orbitale, accende i 6 propulsori secondari per 20 secondi variando la velocità di 75 centimetri al secondo.
- Mars Reconnaissance Orbiter il 29 gennaio 2006 dista 10 milioni di chilometri da Marte.
- Il 3 febbraio 2006 la sonda inizia le manovre di approccio orbitale.

## Cronologia della missione

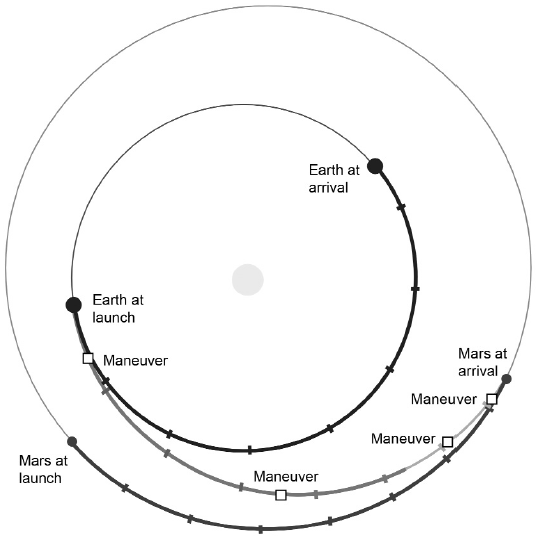
Orbita della sonda durante il transito tra la Terra e Marte

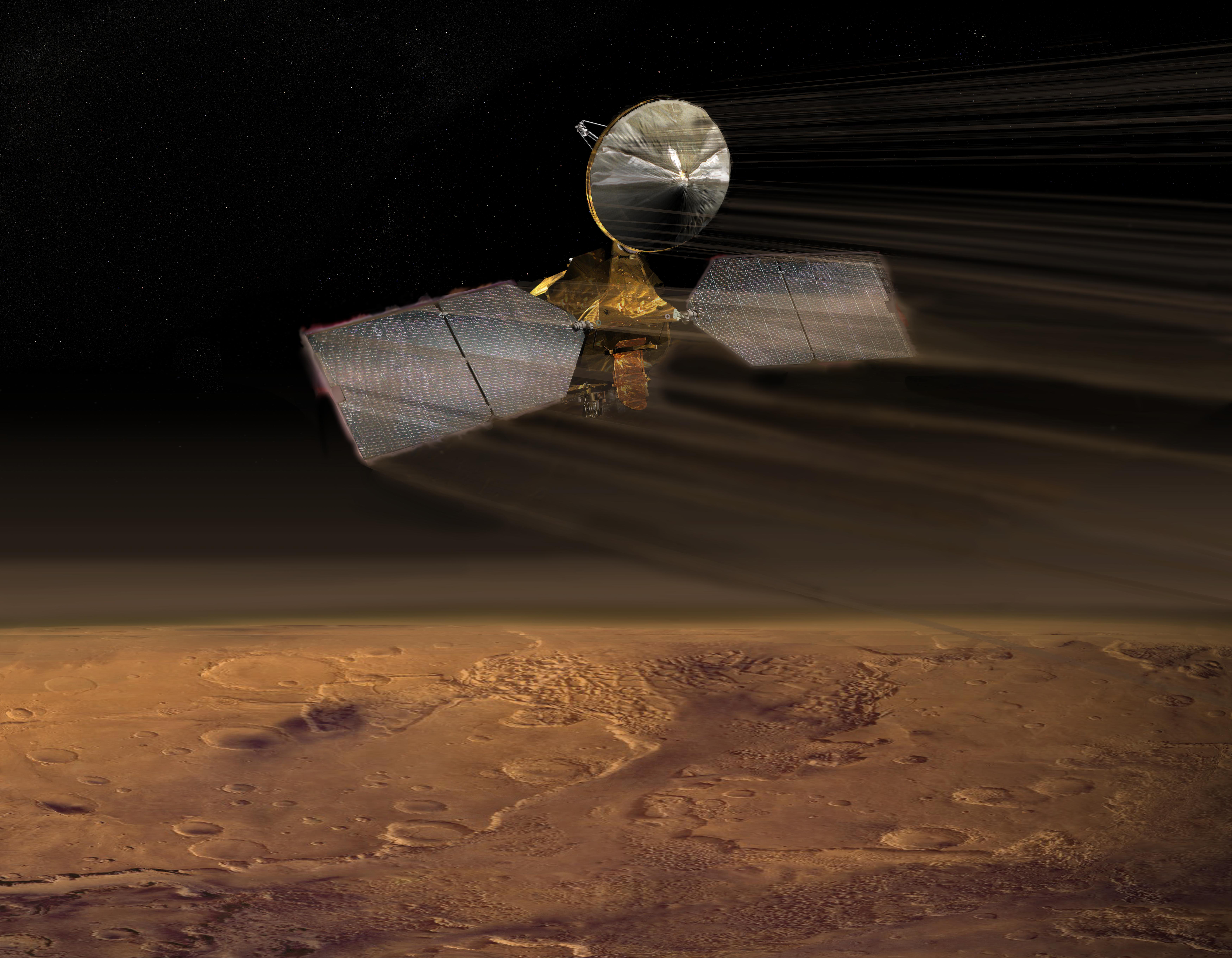
illustrazione dell'aerofrenaggio.

Il Mars Reconnaissance Orbiter è stato lanciato il 12 agosto 2005. Tra il 10 agosto e il 30 agosto, le due ore della finestra di lancio erano disponibili quasi ogni giorno. È stato lanciato dallo Space Launch Complex 41 della Cape Canaveral Air Force Station, con un razzo Atlas V-401 fornito di uno stadio Centaur. 56 minuti dopo il lancio lo stadio Centaur è completamente bruciato mettendo MRO in orbita di transito interplanetaria verso Marte.
MRO ha viaggiato nello spazio per 7 mesi e mezzo prima di raggiungere Marte. Quattro correzioni di traiettoria sono state necessarie durante il volo più ovviamente tutte quelle necessarie per mettere la sonda in un'orbita stabile di Marte.
L'inserimento orbitale del MRO è iniziato il 3 marzo ed è terminato il 10 marzo 2006. Nelle due settimane successive sono state effettuate delle analisi sulle strumentazioni e sull'efficienza della sonda.
L'aerofrenaggio è iniziato il 30 marzo, utilizzato per condurre la sonda in un'orbita più bassa percorsa con maggiore velocità. Viene utilizzata questa tecnica per via del risparmio di combustibile che ne deriva, un'inserzione orbitale basata totalmente sui motori avrebbe consumato il doppio del combustibile.
L'aerofrenaggio si compone di tre fasi:
1. MRO riduce la propria altezza utilizzando i motori. L'altezza di aerofrenaggio verrà definita allora, a seconda della densità dell'atmosfera marziana. Va ricordato che la pressione atmosferica marziana varia a seconda delle stagioni. Questa fase richiederà circa 5 orbite e approssimativamente una settimana.
2. MRO rimane in aerofrenaggio per circa 5 mesi terrestri e mezzo, che sono equivalenti a circa 500 orbite, con piccole correzioni orbitali. Questa fase porterà la sonda in un'orbita con distanza massima da Marte di circa 450 km, in modo da non surriscaldare la sonda e contemporaneamente mantenerla sufficientemente immersa nell'atmosfera per rendere l'aerofrenaggio efficace.
3. La fase dell'aerofrenaggio è terminata il 30 agosto, quando la MRO ha usato i propri motori per spostarsi fuori dall'atmosfera marziana.

Dopo aver effettuato un'ultima correzione nel settembre 2006, la sonda ha raggiunto l'orbita finale, che è quasi perfettamente circolare ad un'altitudine compresa tra i 250 e i 316 km.
L'antenna a dipolo SHARAD è stata dispiegata il 16 settembre e il test di tutti gli strumenti scientifici è stato concluso prima dello spegnimento degli stessi prima della congiunzione solare avvenuta tra il 7 ottobre e il 6 novembre. Dopo la congiunzione è iniziata la fase primaria della missione.
Il 17 novembre 2006, la NASA ha annunciato che il test della sonda come ripetitore per telecomunicazioni è stato compiuto con successo, trasmettendo dei dati provenienti dal rover Spirit verso la Terra.
Dal 2006 al 2008 la sonda ha scattato immagini ad alta risoluzione dell'atmosfera, del sottosuolo e della superficie di Marte, per scegliere gli obiettivi di interesse, e alla ricerca di un punto di atterraggio adatto al lander Phoenix Mars, giunto poi nel 2008 su Marte e fotografato dalla camera HiRISE durante l'atterraggio. Fino al 2010 ha poi catturato altre immagini della morfologia del pianeta alla ricerca di zone abitabili, e di un sito d'atterraggio per il Mars Science Laboratory.
Nel 2010 la sonda raggiunse il limite di oltre 100 terabyte raccolti e inviati alla Terra. Fino al 2012 si è poi dedicato allo studio delle variazioni stagionali del pianeta, oltre a monitorare il sito di atterraggio del rover Curiosity, giunto su Marte nell'agosto del 2012. Successivamente torna a studiare i processi atmosferici e superficiali legati ai cambiamenti stagionali, continuando a dare supporto dall'orbita ai rover Opportunity e Curiosity.

## Strumentazioni

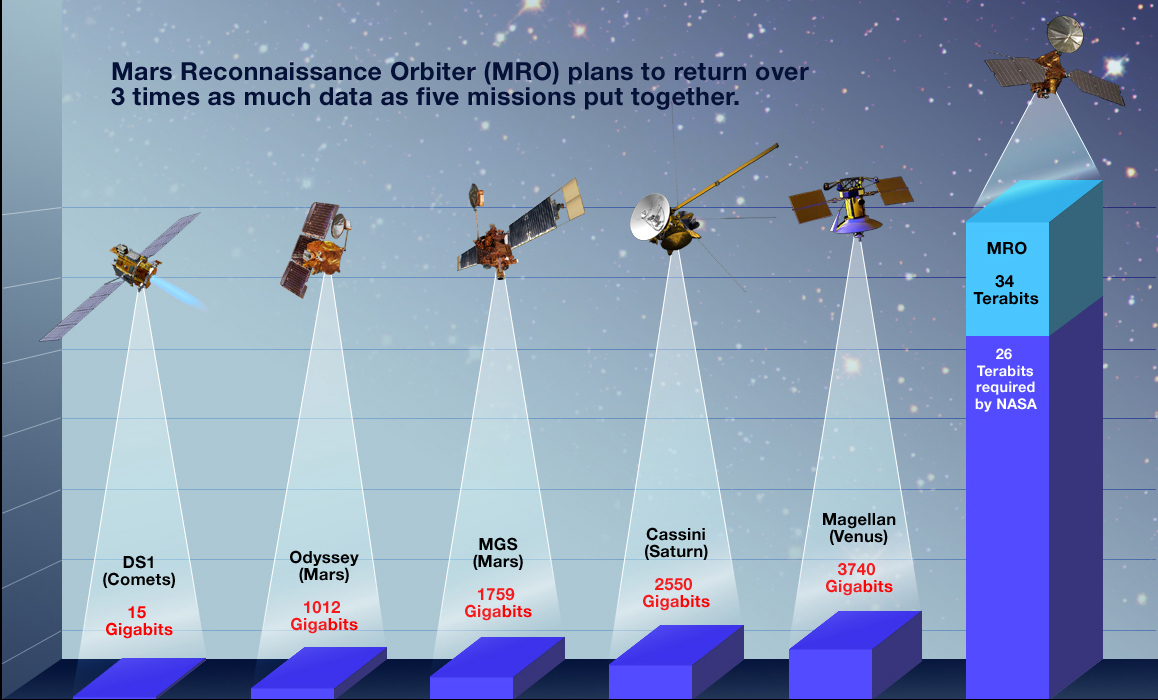
Quantità di dati che MRO potrà trasmettere

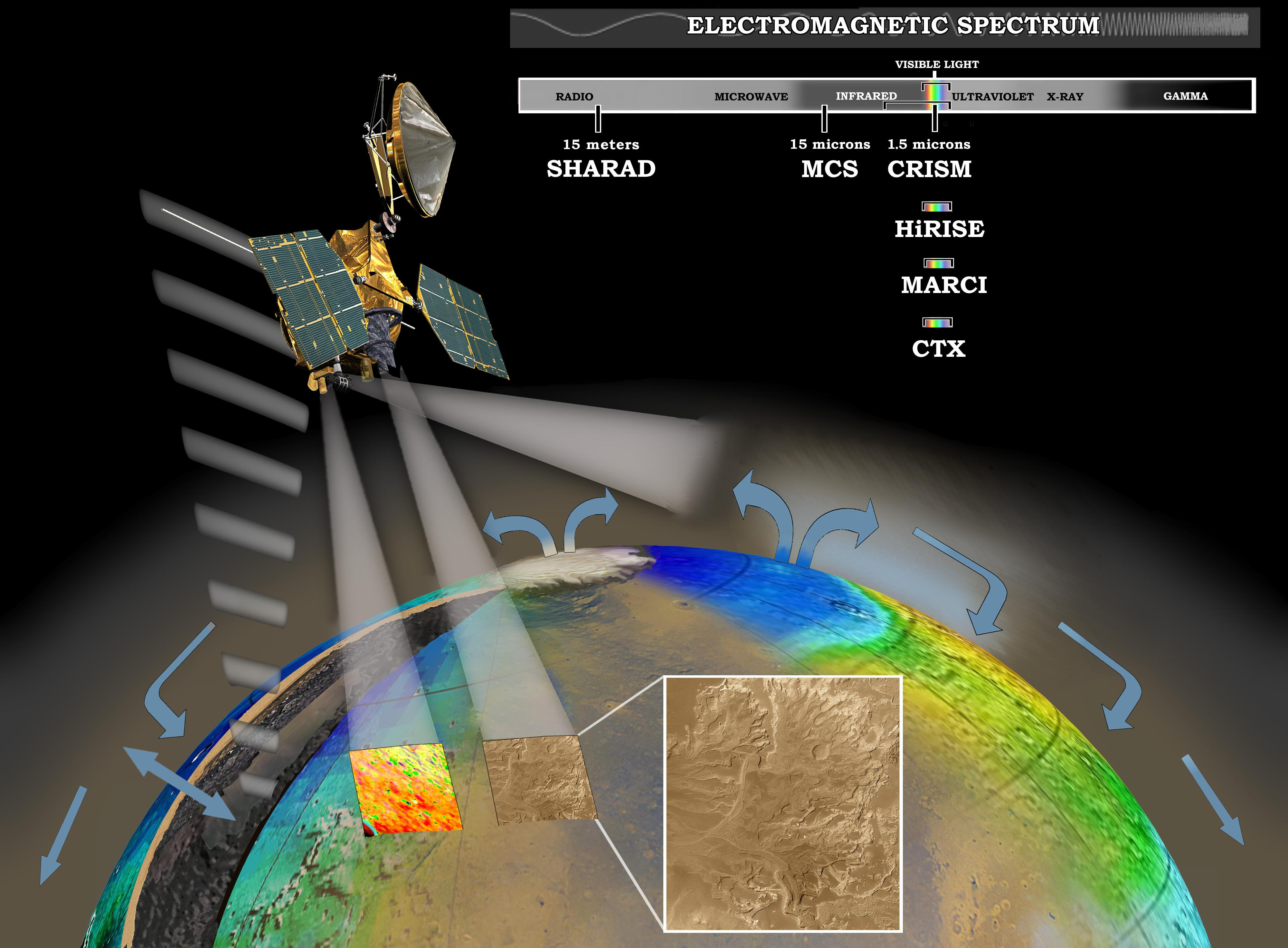
Lunghezza d'onda degli strumenti scientifici

I principali obiettivi del Mars Reconnaissance Orbiter sono la ricerca e l'individuazione di acqua, l'analisi dell'atmosfera e della geologia del pianeta.
Sei strumenti scientifici sono inclusi nella sonda insieme a due strumenti complementari che utilizzeranno dati delle sonda per raccogliere dati scientifici. Tre tecnologie sperimentali sono inserite nella sonda, questa verrà utilizzata quindi anche per verificare il funzionamento di nuove soluzioni tecniche.
- Camera
  - HiRISE (High Resolution Imaging Science Experiment)
  - CTX (Context Camera)
  - MARCI (Mars Color Imager)
- Spettrometri
  - CRISM (Compact Reconnaissance Imaging Spectrometer for Mars)
- Radiometro
  - MCS (Mars Climate Sounder)
- Radar
  - SHARAD (Shallow Radar)
- Strumenti complementari
  - Analisi del campo gravitazionale
  - Analisi della densità atmosferica
- Esperimenti tecnologici
  - Electra UHF Communications and Navigation Package
  - Optical Navigation Camera
  - Ka-band Telecommunications Experiment Package (descritto nella sezione Sistema di telecomunicazione)

### Strumentazione scientifica

#### HiRISE
L'High Resolution Imaging Science Experiment (HiRISE) è un telescopio a riflessione di 0,5 m, il maggiore mai impiegato in una missione spaziale.
Ha un potere risolutivo di 0,3 m a un'altezza di 300 km.
Può ricevere immagini a colori nelle bande del rosso, del verde e del blu e dell'infrarosso.
Per comparazione le immagini riprese dai satelliti della Terra hanno una definizione di 0,1 m mentre le immagini mostrate da Google Maps hanno al massimo una risoluzione di 1 m.
Per facilitare la mappatura e l'individuazione di possibili siti di atterraggio HiRISE produrrà immagini stereoscopiche dove le informazioni topografiche saranno mostrate con una definizione di 0,25 metri.

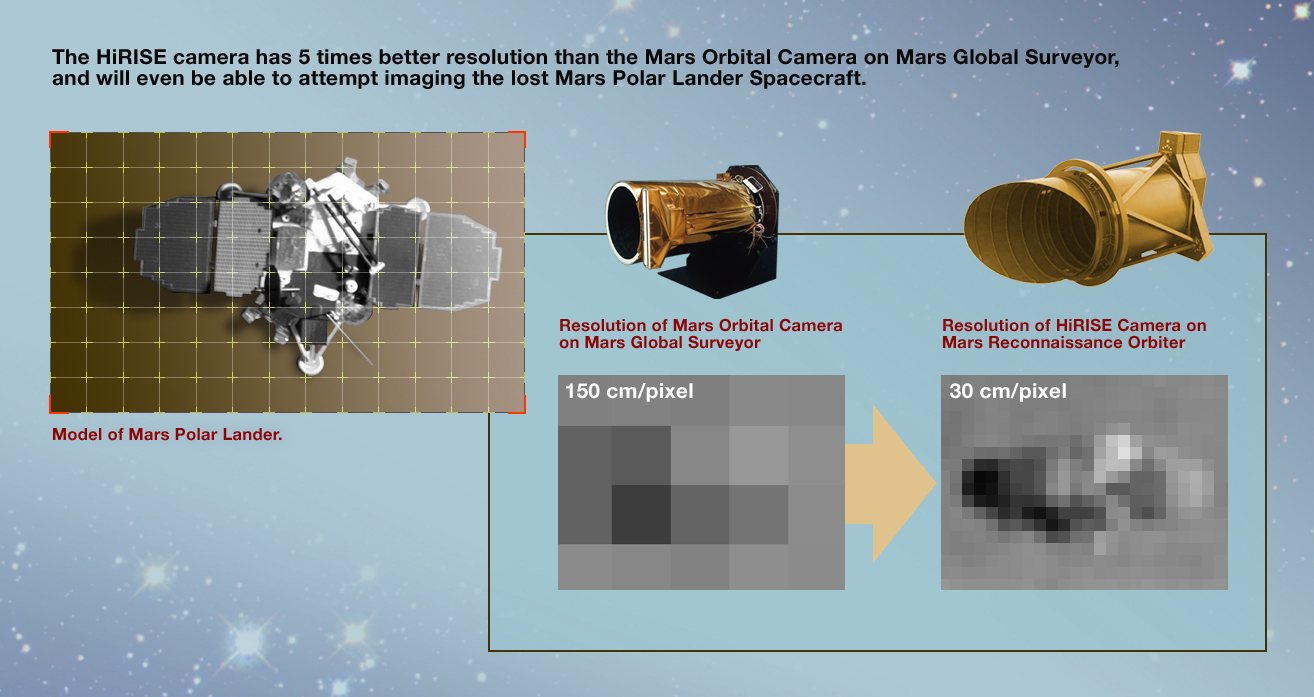
Comparazione della risoluzione dell'MRO HiRISE rispetto al predecessore

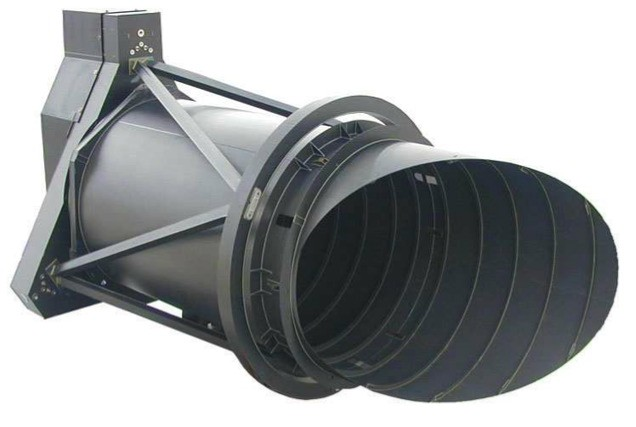
HiRISE camera

#### CTX
Il Context Imager (CTX) fornirà immagini monocromatiche larghe 40 km con una risoluzione di 8 metri. Il CTX è progettato per funzionare in congiunzione con gli altri strumenti di immagine per fornire il contesto delle mappe che vengono rilevate dagli altri strumenti.

#### MARCI
Il Mars Color Imager (MARCI) suddividerà le immagini di Marte in 5 bande del visibile e 2 nell'ultravioletto. MARCI produrrà delle mappe globali del pianeta per studiare le variazioni giornaliere, stagionali e annuali del clima, lo strumento provvederà anche a fornire le indicazioni meteorologiche giornaliere del pianeta.

#### CRISM

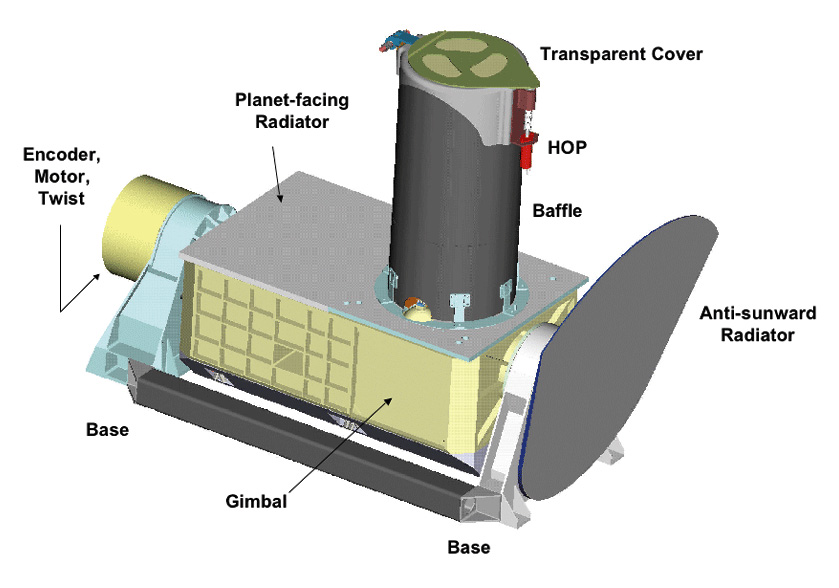
Strumento CRISM

Lo strumento Compact Reconnaissance Imaging Spectrometers for Mars (CRISM) è uno spettrometro che funziona nel visibile e con la luce infrarossa. Produrrà dettagliate mappe della mineralogia del pianeta. Ha un potere risolutivo di 18 metri a 300 km. Opera tra la frequenza di 400 nanometri e quella di 4050 nanometri, suddividendo lo spettro di 560 canali da 6.55 nm di ampiezza.

#### MCS
Il Mars Climate Sounder (MCS) è uno spettrometro a 9 canali che opera nel visibile e nell'infrarosso, un canale opera a 0,3-3 micrometri e gli altri otto operano tra i 12 e i 50 micrometri. Questi canali sono stati scelti per misurare temperatura, pressione, vapore acqueo e livello delle polveri.
Lo strumento osserverà l'orizzonte di Marte suddividendolo in strisce verticali ed analizzandole separatamente. Ogni striscia è spessa 5 km.
Queste misure saranno riunite per generare delle mappe giornaliere sul tempo marziano. Queste mappe mostreranno le variazioni di temperatura, pressione, umidità e densità.

#### SHARAD
Il Radar Shallow Subsurface Radar (SHARAD) è stato progettato per studiare l'interno dei poli marziani. Lo strumento dovrebbe essere in grado di studiare i vari strati di ghiaccio e roccia dei poli e se presente di individuare acqua liquida che se sufficientemente prossima alla superficie potrebbe essere utilizzata dalle future missioni spaziali.
SHARAD opera utilizzando onde radio con frequenze comprese tra i 10 e 30 MHz. Ha una risoluzione verticale di 7 metri e una profondità di analisi di 1 km. Ha una risoluzione di analisi orizzontale bassa, tra i 0,3 e i 3 km. SHARAD è progettato per operare in congiunzione con MARSIS il radar della sonda ESA Mars Express. MARSIS ha una bassa risoluzione ma un'elevata capacità di penetrare il terreno. Entrambi gli strumenti sono stati promossi dall’Agenzia Spaziale Italiana e SHARAD è stato costruito da Alenia Spazio.

### Strumenti complementari

#### Analisi del campo gravitazionale
Variazioni del campo gravitazionale di Marte possono essere desunte dalla variazione della velocità del MRO. La velocità del MRO verrà determinata usando lo spostamento doppler del segnale radio che la sonda invierà alla Terra.

#### Analisi della densità atmosferica
Sensibili accelerometri installati a bordo dell'Orbiter sono stati utilizzati per individuare variazioni della densità atmosferica durante la fase dell'aerofrenaggio.

### Esperimenti tecnologici

#### Electra
Electra è un'antenna UHF, è progettata per comunicare con le future missioni spaziali durante l'atterraggio in modo da favorirne la discesa.

#### Optical Navigation Camera
L'Optical Navigation Camera inquadrerà l'immagine di Fobos e Deimos sullo sfondo stellato e utilizzerà queste immagini per determinare l'orbita attuale della sonda. Questo componente non è essenziale per la sonda, è stato incluso per verificare la bontà della tecnologia in modo da poterla utilizzare nelle future missioni spaziali per consentire un miglior inserimento orbitale o atterraggio delle stesse.

## Dati tecnici

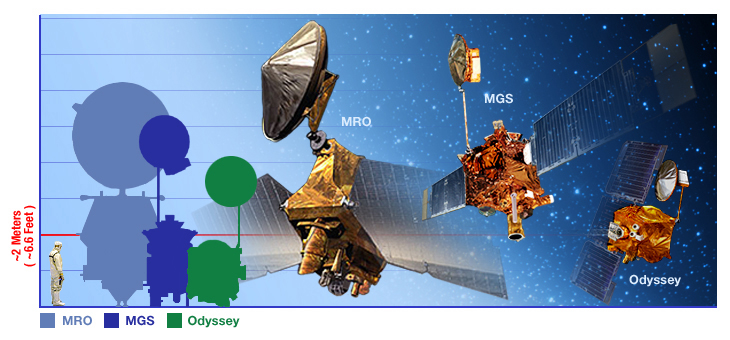
Comparazione della dimensione del MRO rispetto ai predecessori

### Struttura
Operai della Lockheed Martin Space Systems a Denver hanno assemblato la struttura della sonda e montato gli strumenti. Gli strumenti scientifici sono stati costruiti dalla University of Arizona, Tucson, dal Johns Hopkins University Applied Physics Laboratory, Laurel, Md, dall'Agenzia Spaziale Italiana, Roma, dal Malin Space Science Systems, San Diego, California e dal Jet Propulsion Laboratory.
La struttura è in carbonio composito e alluminio. Il serbatoi è formato da titanio, ed occupa la maggior parte del volume della sonda. Il serbatoio rappresenta la maggior parte del peso della sonda ma fornisce anche integrità strutturale alla stessa.
- Il Peso totale è inferiore a 2.180 chilogrammi
- La massa senza carburante è di 1.031 chilogrammi

### Sistema di alimentazione

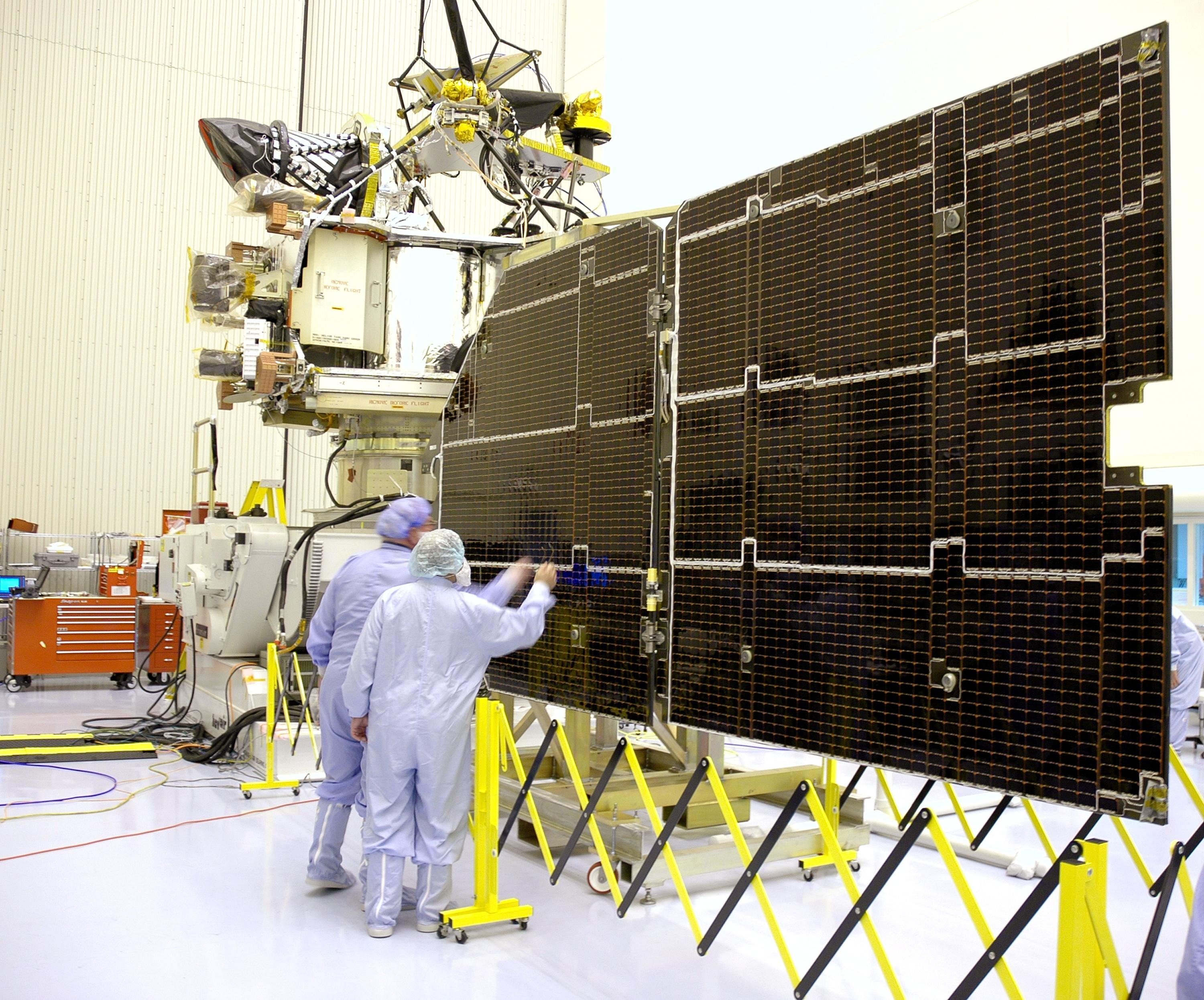
Pannelli solari del Mars Reconnaissance Orbiter

Il Mars Reconnaissance Orbiter riceve tutta la sua energia elettrica da due pannelli solari. Ogni pannello solare è in grado di muoversi indipendentemente sui due assi (alto, basso, rotazione a destra o a sinistra). Ogni pannello misura 5,35 × 2,53 m, e la superficie è coperta per 9,5 m² da 3744 celle fotovoltaiche. Queste celle fotovoltaiche sono ad altissima efficienza infatti sono in grado di convertire il 26% della luce solare in corrente elettrica. Le celle sono collegate in modo da produrre 32 volt, la tensione richiesta dalla maggior parte delle apparecchiature montate sulla sonda. In orbita di Marte i pannelli saranno in grado di produrre 2000 W mentre in orbita intorno alla Terra sono in grado di produrre 6000 W.
Mars Reconnaissance Orbiter utilizza due batterie ricaricabili ibride al nickel metano. Queste batterie sono utilizzate come alimentazione quando i pannelli solari non sono disposti verso il Sole (durante il lancio, l'inserzione in orbita e l'aerofrenaggio) e quando l'orbita di Marte oscura il Sole. Ogni batteria è in grado di immagazzinare 50 ampere ora. La sonda non può utilizzare l'intera potenza delle batterie dato che durante la scarica delle stesse la tensione diminuisce e se questa dovesse scendere sotto i 20 volt i computer smetterebbero di funzionare. Quindi è previsto che la sonda utilizzi circa il 40% della potenza delle batterie.

### Sistema elettronico
Il computer principale del Mars Reconnaissance Orbiter utilizza un microprocessore da 10,4 milioni di transistor, il RAD750. Questo processore funziona a 133 MHz, e non è altro che un PowerPC G3 modificato per resistere alle radiazioni dello spazio.
Questo processore, rispetto ai processori moderni, è estremamente lento ma la sua caratteristica principale è quella di resistere alle radiazioni spaziali (rad-hardening), come le particelle del vento solare e i raggi cosmici.
I dati vengono memorizzati in una memoria flash da 20 GB formata da 780 chip, ognuno dalla capacità di 256  Mb. Questa memoria è abbastanza piccola per gli strumenti della sonda se si considera che una singola immagine di HiRISE occupa 3,5 GB.
Il sistema operativo utilizzato è il VxWorks, esso è dotato di molti protocolli di protezione e monitoraggio contro i guasti.

### Sistema di navigazione
Il sistema di navigazione utilizzando i dati dei suoi sensori rileva la posizione e altitudine durante la missione.
- Sedici sensori rilevano la posizione del Sole (otto sono di riserva). Essi sono disposti intorno alla sonda e misurano la direzione dei raggi solari per permettere al sistema di calcolare l'orientamento della sonda.
- Due sensori seguono la traiettoria delle stelle e vengono utilizzati per determinare altitudine e orientamento della sonda. I sensori sono delle semplici telecamere digitali collegate a un database astronomico.
- Due misuratori inerziali sono installati nella sonda (il secondo è di riserva). Questi forniscono i dati sul movimento della sonda. I misuratori inerziali sono utilizzati in congiunzione con i tre accelerometri e i tre giroscopi laser ad anello.

### Sistema di telecomunicazione

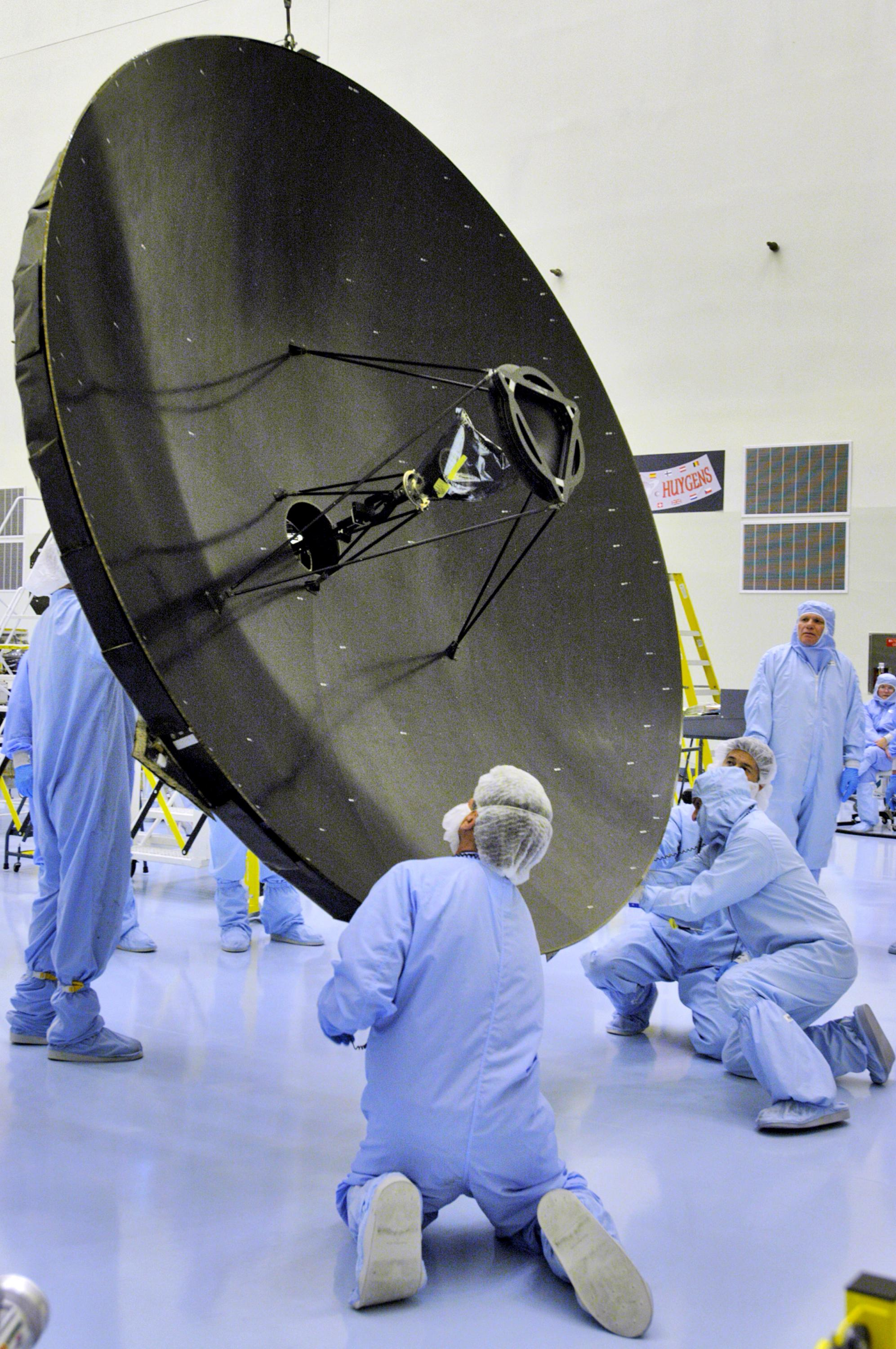
Montaggio dell'High Gain Antenna

Il sottosistema di telecomunicazione utilizza un'ampia antenna per trasmettere nello spazio profondo con la normale frequenza di comunicazione nella banda X a 8 GHz.
La stessa antenna verrà utilizzata per provare a trasmettere nella banda Ka a 32 GHz.
Questa nuova banda consentirà un collegamento a banda larga dato che dovrebbe arrivare a trasmettere fino a 6 Mb/s.
Due amplificatori per la banda X da 100 W sono installati, il secondo è di riserva.
Un amplificatore per la banda Ka è installato, la sua potenza è di 35 W.
Due transponder sono installati nella sonda.
Due piccole antenne a basso guadagno sono utilizzate per comunicazioni lente durante le emergenze o casi particolari come l'inserimento orbitale. Queste antenne non sono dotate di parabola, in quanto omnidirezionali.

### Sistema di propulsione
Il serbatoio può contenere 1175 litri di propellente. È riempito con 1187 chilogrammi di idrazina, la pressione del combustibile è regolata tramite l'aggiunta di elio sotto pressione stoccato in un serbatoi esterno. Il settanta percento del combustibile verrà utilizzato per l'inserimento orbitale.
La sonda dispone di 20 propulsori a razzo.
- 6 propulsori principali, verranno utilizzati per l'inserimento orbitale. Ogni propulsore è in grado di sviluppare 170 newton di spinta, in totale 1020 newton.
- 6 propulsori medi, verranno utilizzati per le manovre di correzione dell'orbita durante l'inserimento orbitale. Ogni propulsore genera 22 newton di spinta.
- 8 propulsori piccoli, verranno utilizzati per regolare l'altezza e per le normali operazioni. Ogni propulsore genera 0,9 newton.

Quattro giroscopi sono utilizzati per mantenere stabile la sonda, infatti durante l'acquisizione delle immagini ad alta definizione ogni minima oscillazione renderebbe sfuocata l'immagine. Ciascun giroscopio è utilizzato per gestire un asse; il quarto è di riserva, in caso uno degli altri tre si guastasse. Ogni giroscopio pesa 10 chilogrammi ed è in grado di effettuare 6000 rotazioni al minuto.